# Tanzánia a 2024. évi nyári olimpiai játékokon
Tanzánia a franciaországi Párizsban megrendezett 2024. évi nyári olimpiai játékok egyik részt vevő nemzete volt. Az országot az olimpián 3 sportágban 7 sportoló képviselte, akik érmet nem szereztek.

## Atlétika
Férfi
| Versenyző      | Versenyszám | Döntő         | Döntő         |
| Versenyző      | Versenyszám | Idő           | Helyezés      |
| -------------- | ----------- | ------------- | ------------- |
| Gabriel Geay   | Maraton     | nem ért célba | nem ért célba |
| Alphonce Simbu | Maraton     | 2:10:03       | 17.           |

Női
| Versenyző        | Versenyszám | Döntő         | Döntő         |
| Versenyző        | Versenyszám | Idő           | Helyezés      |
| ---------------- | ----------- | ------------- | ------------- |
| Jackline Sakilu  | Maraton     | nem ért célba | nem ért célba |
| Magdalena Shauri | Maraton     | 2:31:58       | 40.           |

## Cselgáncs
Férfi
| Versenyző           | Versenyszám | 32-es főtábla                       | Nyolcaddöntő                           | Negyeddöntő       | Elődöntő          | Vigaszág elődöntő | Bronz- mérkőzés   | Döntő             | Helyezés |
| Versenyző           | Versenyszám | Ellenfél Eredmény                   | Ellenfél Eredmény                      | Ellenfél Eredmény | Ellenfél Eredmény | Ellenfél Eredmény | Ellenfél Eredmény | Ellenfél Eredmény | Helyezés |
| ------------------- | ----------- | ----------------------------------- | -------------------------------------- | ----------------- | ----------------- | ----------------- | ----------------- | ----------------- | -------- |
| Andrew Thomas Mlugu | Könnyűsúly  | William Tai Tin (SAM) · 10(1)–01(0) | Joan-Benjamin Gaba (FRA) · 00(0)–10(0) | kiesett           | kiesett           | kiesett           | kiesett           | kiesett           | 9.       |

## Úszás
Férfi
| Versenyző        | Versenyszám | Előfutam | Előfutam | Előfutam | Elődöntő | Elődöntő | Elődöntő | Döntő   | Döntő    |
| Versenyző        | Versenyszám | Idő      | Hely.    | Össz.    | Idő      | Hely.    | Össz.    | Idő     | Helyezés |
| ---------------- | ----------- | -------- | -------- | -------- | -------- | -------- | -------- | ------- | -------- |
| Collins Saliboko | 100 m gyors | 53,38    | 7.       | 71.      | kiesett  | kiesett  | kiesett  | kiesett | kiesett  |

Női
| Versenyző     | Versenyszám | Előfutam | Előfutam | Előfutam | Elődöntő | Elődöntő | Elődöntő | Döntő   | Döntő    |
| Versenyző     | Versenyszám | Idő      | Hely.    | Össz.    | Idő      | Hely.    | Össz.    | Idő     | Helyezés |
| ------------- | ----------- | -------- | -------- | -------- | -------- | -------- | -------- | ------- | -------- |
| Sophia Latiff | 50 m gyors  | 28,42    | 8.       | 49.      | kiesett  | kiesett  | kiesett  | kiesett | kiesett  |